# Savoia-Marchetti SM.81 Pipistrello
Савойя-Маркетті SM.81 «Піпістрелло» («Кажан», італ. Savoia-Marchetti SM.81 «Pipistrello») — італійський середній бомбардувальник, що перебував на озброєнні військово-повітряних сил Італії та Іспанії за часів Другої світової війни.
SM.81 був першим типом літаків, які Італія перекинула в Іспанію для підтримки націоналістів у громадянській війні. До початку Другої світової війни вже вважався застарілим, але ще залучався до бомбардувальних місій до 1941 року. Потім використовувався як транспортний.

## Історія створення
Розроблявся під керівництвом Алессандро Маркетті компанією SIAI-Marchetti на основі пасажирського SM.73. В конструкції було передбачено можливість встановлювати різні типи двигунів, що зіграло свою роль з початком серійного виробництва. Перший прототип піднявся в повітря 8 лютого 1934 року і являв собою низькоплан змішаної конструкції (дерев'яне крило, металічний фюзеляж) з не висувним шасі.
Літак мав непогане захисне озброєння і високе бомбове навантаження, крім цього міг використовуватись як транспортний. Оскільки Італія вступила в війну з Ефіопією і побоювалась агресивних дій з боку інших країн SM.81 відразу після перших тестів був прийнятий на озброєння, а SIAI-Marchetti отримало замовлення на перші 100 літаків. Випуск відбувався на декількох заводах на основі широкої кооперації і загалом склав 534 літаки.
При цьому використовувались п'ять типів двигунів: Alfa Romeo 125 RC35 потужністю 680 к.с.(192 екз.), Alfa Romeo 126 RC34 потужністю 780 к.с. (58 екз.), Piaggio P.X RC15 потужністю 670 к.с. (48 екз.), Piaggio P.IX RC40 потужністю 680 к.с. (140 екз.) і Isotta Fraschini K14 потужністю 650 к.с. (96 екз.). Захисне озброєння складалось з шести 7,7-мм кулеметів (по два в верхній і нижній висувних установках і по одному в бічних вікнах). Максимальна маса бомбового навантаження — 2000 кг, стандартна — 1200 кг.

## Тактико-технічні характеристики

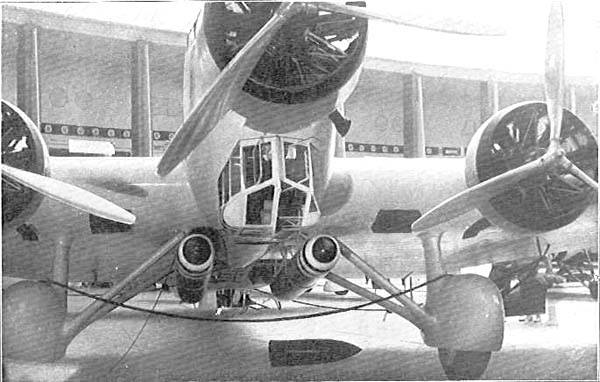

### Технічні характеристики
- Довжина: 18,36 м
- Висота: 4,37 м
- Розмах крила: 24,0 м
- Площа крила: 93,0 м ²
- Маса порожнього: 6800 кг
- Максимальна злітна маса: 10 504 кг
- Двигун: 3 × Alfa Romeo 126 RC34
- Потужність: 3 × 780 к. с.

### Льотні характеристики
- Максимальна швидкість: 336 км/год
- Дальність польоту з максимальним бомбовим навантаженням: 640 км
- Максимальна дальність польоту: 2000 км
- Практична стеля: 7000 м

## Історія використання

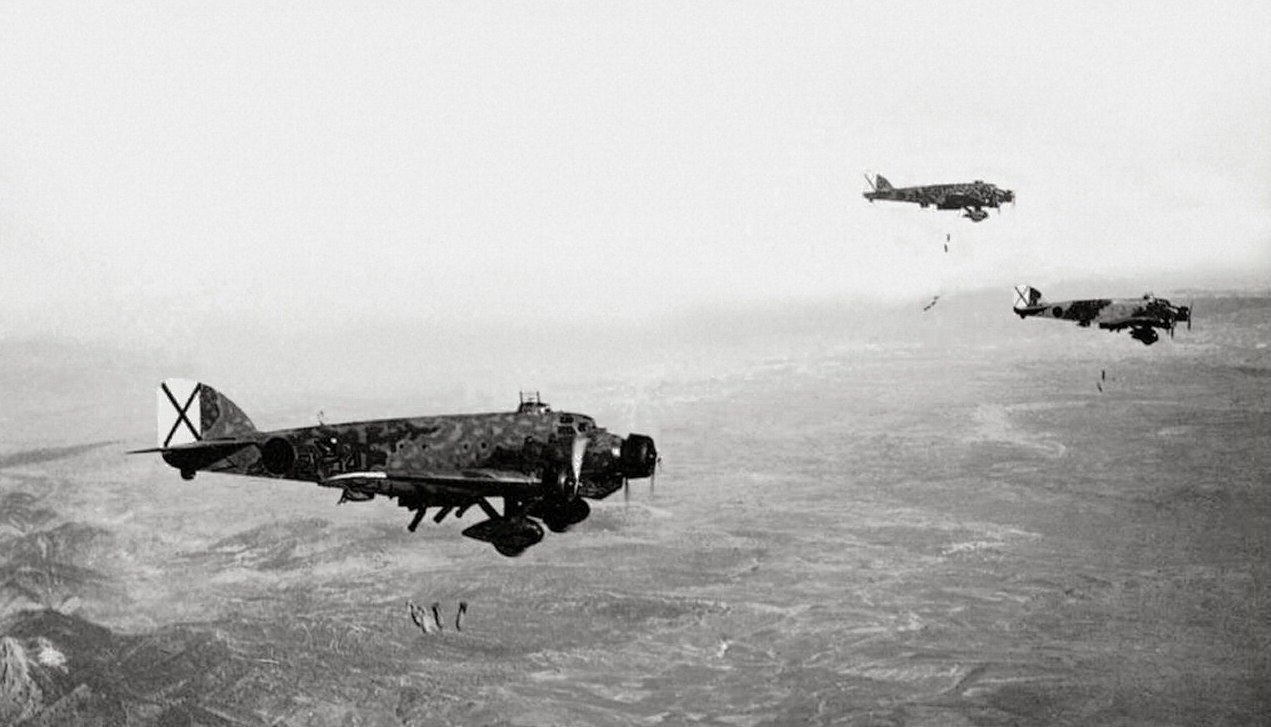
S.81 скидають бомби над Іспанією.

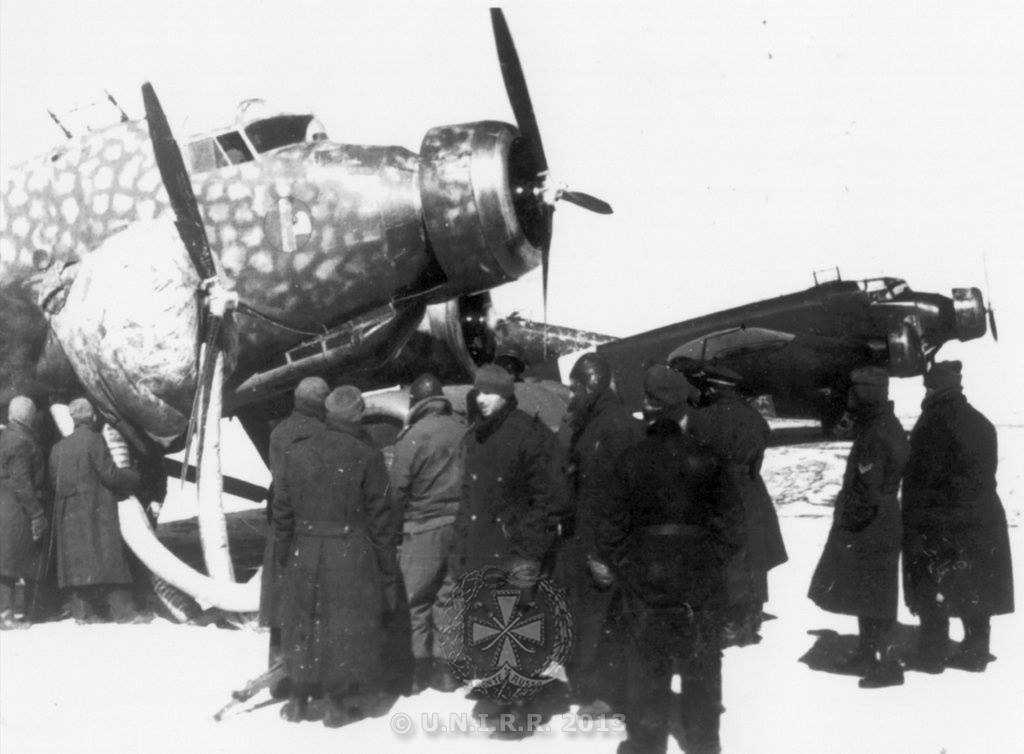
S.81 на східному фронті. 1942 рік.

Перші S.81 надійшли в військові частини вже літом 1935 року. Першими їх отримав 7-й стормо, пізніше 9-й, 13-й і 15-й, а в грудні перед початком війни з Ефіопією їх перекинули в Східну Африку. Окрім бомбардувань S.81 широко використовувався для постачання італійських військ. Після окупації Ефіопії там було залишено 36 S.81 для підтримки гарнізону, інші повернуто в Лівію і Італію.
28 липня 1936 року 9 S.81 прибули в Мелілью ставши першими італійськими літаками в громадянській війні в Іспанії. Вони використовувались для перекидання військ з Марокко в Іспанію, а пізніше для бомбардувань, зокрема 5 серпня змогли потопити республіканський крейсер. Італія продовжувала перекидати до Іспанії S.81 і взимку 1937 року там вже діяли 3 групи оснащені цими літаками — 25-а, 34-а і 35-а. Вони брали участь в захопленні Більбао і Сантандера завдаючи ударів по портах. Важливу роль італійські бомбардувальники зіграли і в битві на річці Ебро. В періоди найактивніших боїв в Іспанії діяло до 100 S.81. Після закінчення війни 64 S.81 біло залишено франкістам.
На момент вступу Італії в Другу світову в складі Regia Aeronautica залишалось 304 S.81. Вони розміщувались в Східній Африці, в Лівії, на Родосі і в Албанії. Частини з Східної Африки залучались до бомбардувань Адена, підтримували війська в захопленні Британського Сомалі. Восени 1940 року завдавали ударів по британських базах в Судані. Через відсутність запчастин і правильного обслуговування до березня 1941 року боєздатними залишались тільки 3 літаки з 59 перед війною.
На Родосі розміщувався 39-й стормо, який активно діяв в перші місяці війни. 22 червня 1940 року S.81 бомбили Александрію, з серпня почались нальоти на Порт-Саїд. Також S.81 брали участь в морському бою біля Калабрії.
В Лівії розміщувались 14-й і 15-й стормо, але вони здебільшого виконували транспортні місії. Тільки одна 54-та група здійснювала нічні бомбардування британських позицій. В ролі транспортних S.81 прослужили аж до капітуляції Італії, і навіть довше в рядах Люфтваффе і нових ВПС Італії.